# Streepnektodietiran
De streepnektodietiran (Hemitriccus striaticollis) is een zangvogel uit de familie Tyrannidae (tirannen).

## Verspreiding en leefgebied
Deze soort komt voor in het Amazonegebied en telt twee ondersoorten:
- H. s. griseiceps: amazonisch oostelijk Brazilië.
- H. s. striaticollis: oostelijk Colombia, noordelijk en oostelijk  Peru, noordelijk Bolivia en centraal en oostelijk Brazilië.

## Status
De grootte van de populatie is niet gekwantificeerd maar de soort wordt omschreven als vrij algemeen. Op de Rode lijst van de IUCN heeft deze soort de status niet bedreigd.